# Jasmin Arnoldt
Jasmin Arnoldt (* 25. Juni 1982 in Berlin-Spandau) ist eine deutsche Schauspielerin, Synchronsprecherin, Sängerin, Dialog- und Filmregisseurin.

## Werdegang
Jasmin Arnoldt wurde in dem Berliner Stadtteil Spandau geboren und begann mit fünf Jahren zu singen, ein Jahr später lernte sie Gitarre zu spielen. Sie besuchte die Astrid-Lindgren-Grundschule und danach das Lily-Braun-Gymnasium.
Nach dem Abitur ließ sie sich in Berlin, Potsdam, Hamburg, Köln und München als Schauspielerin ausbilden und nahm später Unterricht in Stimmbildung, Gesangs- und Tanzunterricht sowie Ballettstunden.

## Synchronrollen
Es sind 90 Sprechrollen dokumentiert, darunter
- 2012: Junkie als Charity (für Caroline Guivarch)
- 2013: Justin Bieber’s Believe als Christina Chandler (für Christina Chandler)
- 2014: Hüter der Erinnerung – The Giver als Rosemary (für Taylor Swift)
- 2015: Hotel Transsilvanien 2 als Tourist Passanger (für Melissa Sturm)
- 2016: Zoolander 2 als Katy Perry (für Katy Perry)
- 2018–2020: Chilling Adventures of Sabrina als Dorcas (für Abigail Cowen)